# FIBA Europapokal der Landesmeister 1958
Die Saison 1958 war die 1. Spielzeit des FIBA Europapokal der Landesmeister, der von der FIBA Europa veranstaltet wurde. Es war die erste Europapokal-Saison überhaupt im Basketball.
Das erste Spiel in der Geschichte des Basketball-Europapokals bestritten am 22. Februar 1958 im Rahmen der Qualifikation zur Hauptrunde der Royal SC Anderlecht aus Belgien und BBC Etzella aus Luxemburg. Anderlecht gewann das Spiel mit 82:43.
Den Titel gewann ASK Riga aus der Sowjetunion.

## Modus
An der Endrunde nahmen acht Meister der jeweiligen nationalen Liga teil. Zuerst wurde eine Qualifikation gespielt, die in vier nach Regionen aufgeteilte Gruppen besetzt war, wovon sich jeweils zwei Mannschaften für die Endrunde qualifizierten. Die Sieger der Spielpaarungen wurden in Hin- und Rückspiel ermittelt. Entscheidend war das gesamte Korbverhältnis beider Spiele.
Die Sieger der Spielpaarungen im Viertelfinale, im Halbfinale, sowie im Finale, wurden ebenfalls in Hin- und Rückspiel ermittelt.

## Qualifikation

### Gruppe A (Nord-Ost-Europa)
|                    | Gesamt  |                         | Hinspiel | Rückspiel |
| ------------------ | ------- | ----------------------- | -------- | --------- |
| ASK Riga           | 176:112 | HSG Wissenschaft Berlin | 85:56    | 91:56     |
| Pantterit Helsinki | 131:133 | Legia Warschau          | 64:62    | 67:71     |

### Gruppe B (Mitteleuropa)

#### Ausscheidungsrunde
|                      | Gesamt |                   | Hinspiel | Rückspiel     |
| -------------------- | ------ | ----------------- | -------- | ------------- |
| Jonction Genf        | 54:84  | Slovan Orbis Prag | 54:84    | nur ein Spiel |
| Union Babenberg Wien | 98:191 | Honvéd Budapest   | 55:83    | 43:108        |
| Simmenthal Milano    | 205:89 | Wolves Amsterdam  | 115:47   | 90:42         |

#### Qualifikationsgruppe
Die drei Sieger der Ausscheidungsrunde spielten in einem Blitzturnier in Mailand die zwei Teilnehmer an der Hauptrunde aus.
| Team                 | Sp | S | N | P+  | P-  |
| -------------------- | -- | - | - | --- | --- |
| 1. Simmenthal Milano | 2  | 2 | 0 | 145 | 119 |
| 2. Honvéd Budapest   | 2  | 1 | 0 | 108 | 117 |
| 3. Slovan Orbis Prag | 2  | 0 | 2 | 124 | 141 |

|          | Milano | Budapest | Prag  |
| -------- | ------ | -------- | ----- |
| Milano   | *      | 65:47    | 80:72 |
| Budapest | —      | *        | 61:52 |
| Prag     | —      | —        | *     |

### Gruppe C (Süd-Ost-Europa)

#### Ausscheidungsrunde
|                    | Gesamt  |                   | Hinspiel | Rückspiel |
| ------------------ | ------- | ----------------- | -------- | --------- |
| Akademik Sofia     | 157:101 | CJS Aleppo        | 84:58    | 73:43     |
| Panellionios Athen | 132:138 | CCA Bukarest      | 60:63    | 72:75     |
| Modaspor Külübu    | 112:161 | Olimpia Ljubljana | 67:74    | 45:86     |

#### Qualifikationsrunde
|                | Gesamt  |                   | Hinspiel | Rückspiel |
| -------------- | ------- | ----------------- | -------- | --------- |
| Akademik Sofia | 161:144 | Olimpia Ljubljana | 81:80    | 80:64     |
| CCA Bukarest   | 147:126 | Maccabi Tel Aviv  | 84:65    | 63:61     |

### Gruppe D (Süd-West-Europa)

#### Ausscheidungsrunde
|                     | Gesamt |             | Hinspiel | Rückspiel |
| ------------------- | ------ | ----------- | -------- | --------- |
| Royal SC Anderlecht | 145:79 | BBC Etzella | 82:43    | 63:36     |

#### Qualifikationsrunde
|                      | Gesamt  |             | Hinspiel | Rückspiel |
| -------------------- | ------- | ----------- | -------- | --------- |
| Royal SC Anderlecht  | 174:127 | ASVEL Lyon  | 81:51    | 93:76     |
| Barreirense Barreiro | 90:154  | Real Madrid | 51:68    | 40:86     |

## Teilnehmer an der Endrunde
| Teilnehmer  | Teilnehmer | Teilnehmer          |
| Land        | Anzahl     | Mannschaften        |
| ----------- | ---------- | ------------------- |
| Belgien     | 1          | Royal SC Anderlecht |
| Bulgarien   | 1          | Akademik Sofia      |
| Italien     | 1          | Simmenthal Milano   |
| Rumänien    | 1          | CCA Bukarest        |
| Polen       | 1          | Legia Warschau      |
| Sowjetunion | 1          | ASK Riga            |
| Spanien     | 1          | Real Madrid         |
| Ungarn      | 1          | Honvéd Budapest     |

## Viertelfinale
|                   | Gesamt  |                     | Hinspiel | Rückspiel |
| ----------------- | ------- | ------------------- | -------- | --------- |
| CCA Bukarest      | 142:150 | Akadamik Sofia      | 64:73    | 78:77     |
| Simmenthal Milano | 163:194 | Honvéd Budapest     | 80:72    | 85:95     |
| Real Madrid       | 121:116 | Royal SC Anderlecht | 78:59    | 43:57     |
| ASK Riga          | 154:122 | Legia Warschau      | 93:59    | 61:63     |

## Halbfinale
|                 | Gesamt  |                | Hinspiel | Rückspiel |
| --------------- | ------- | -------------- | -------- | --------- |
| Honvéd Budapest | 151:165 | Akademik Sofia | 87:89    | 64:76     |
| ASK Riga        | 1       | Real Madrid    | —        | —         |

## Finale
|          | Gesamt  |                | Hinspiel | Rückspiel |
| -------- | ------- | -------------- | -------- | --------- |
| ASK Riga | 170:152 | Akademik Sofia | 86:81    | 84:71     |

- Final-Topscorer:  Jānis Krūmiņš (ASK Riga): 45 Punkte